# Dozulé
Dozulé je naselje in občina v severozahodnem francoskem departmaju Calvados regije Normandija. Leta 2012 je naselje imelo 2.022 prebivalcev.

## Geografija
Kraj se nahaja v pokrajini Auge, 14 km severozahodno od Lisieuxa.

## Uprava
Dozulé je sedež istoimenskega kantona, v katerega so poleg njegove vključene še občine Angerville, Annebault, Auberville, Basseneville, Bourgeauville, Branville, Brucourt, Cresseveuille, Cricqueville-en-Auge, Danestal, Dives-sur-Mer, Douville-en-Auge, Gonneville-sur-Mer, Goustranville, Grangues, Heuland, Houlgate, Périers-en-Auge, Putot-en-Auge, Saint-Jouin, Saint-Léger-Dubosq, Saint-Pierre-Azif, Saint-Samson in Saint-Vaast-en-Auge s 15.245 prebivalci.
Kanton Dozulé je sestavni del okrožja Lisieux.